# Башинджагян, Геворк Захарович
Геворк Захарович (Георгий Захарьевич) Башинджагян (28 сентября 1857, Сигнахи — 4 октября 1925, Тифлис) — армянский живописец-пейзажист. Основоположник армянского реалистического пейзажа.

## Биография

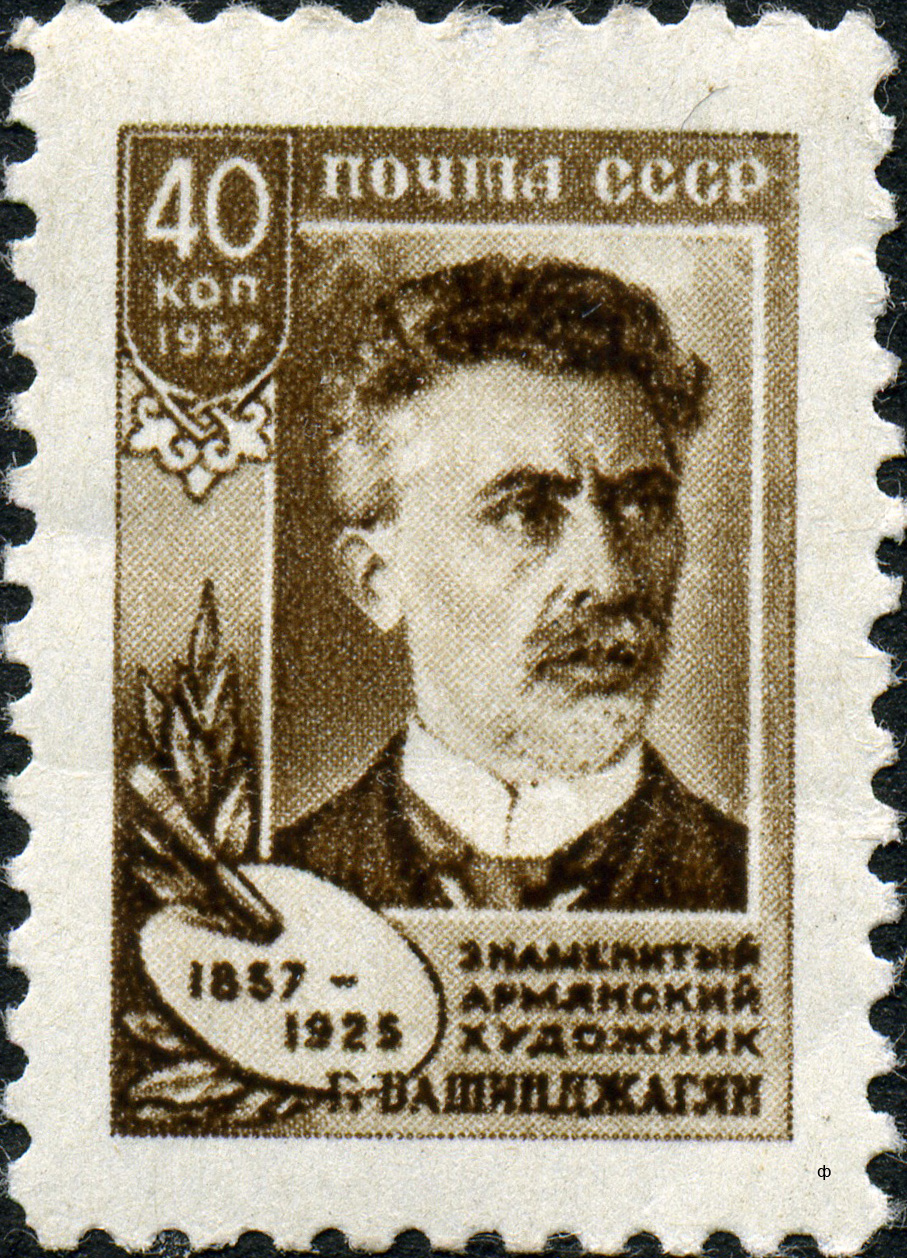
Почтовая марка СССР, 1957

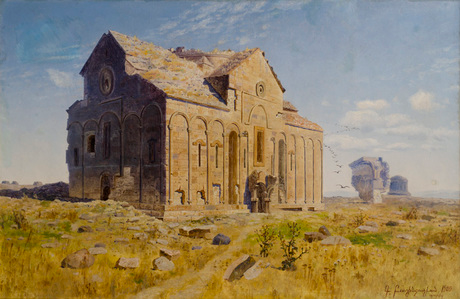
Кафедральный собор в Ани, 1900, Национальная картинная галерея Армении.

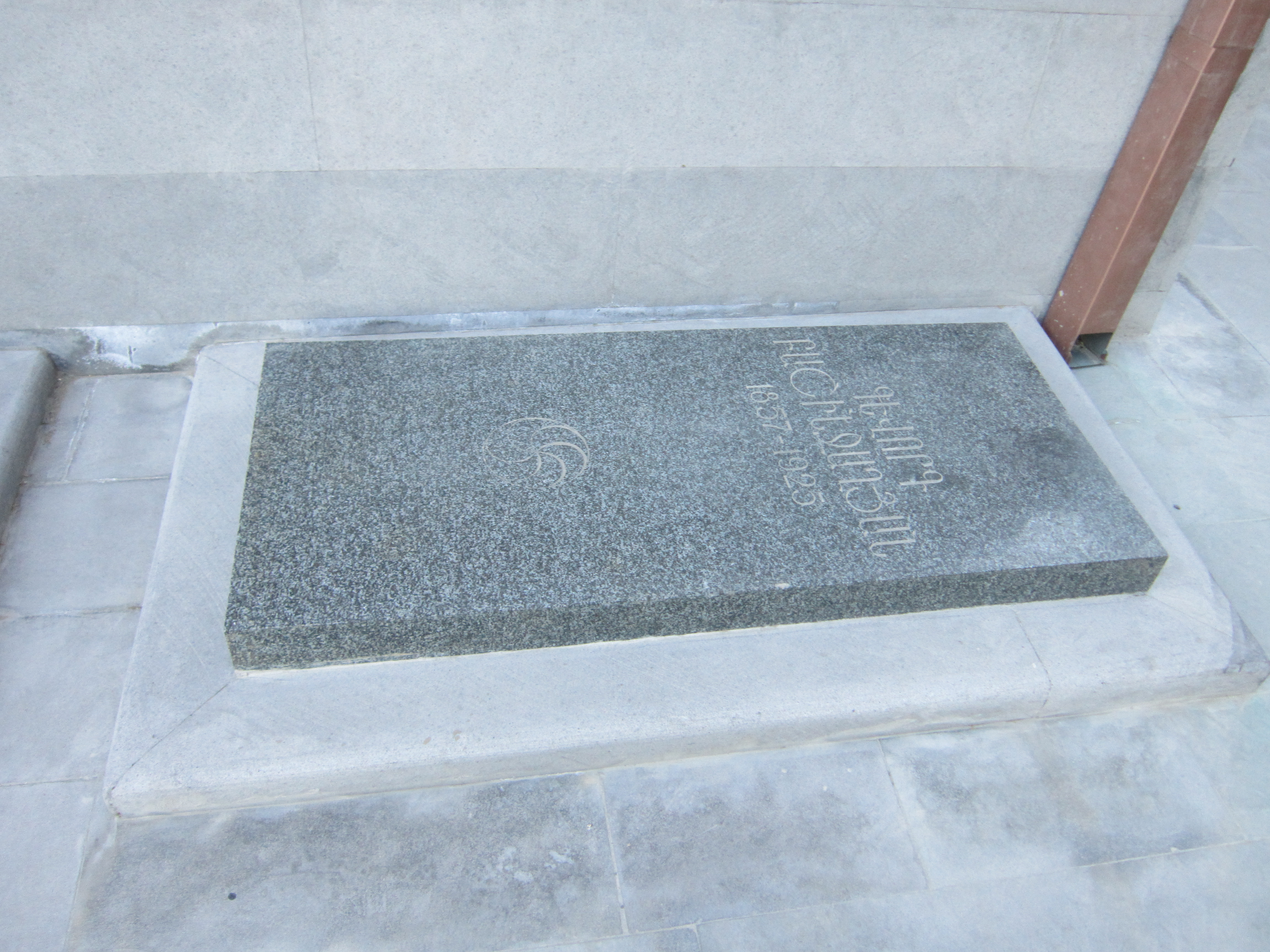
Могила художника

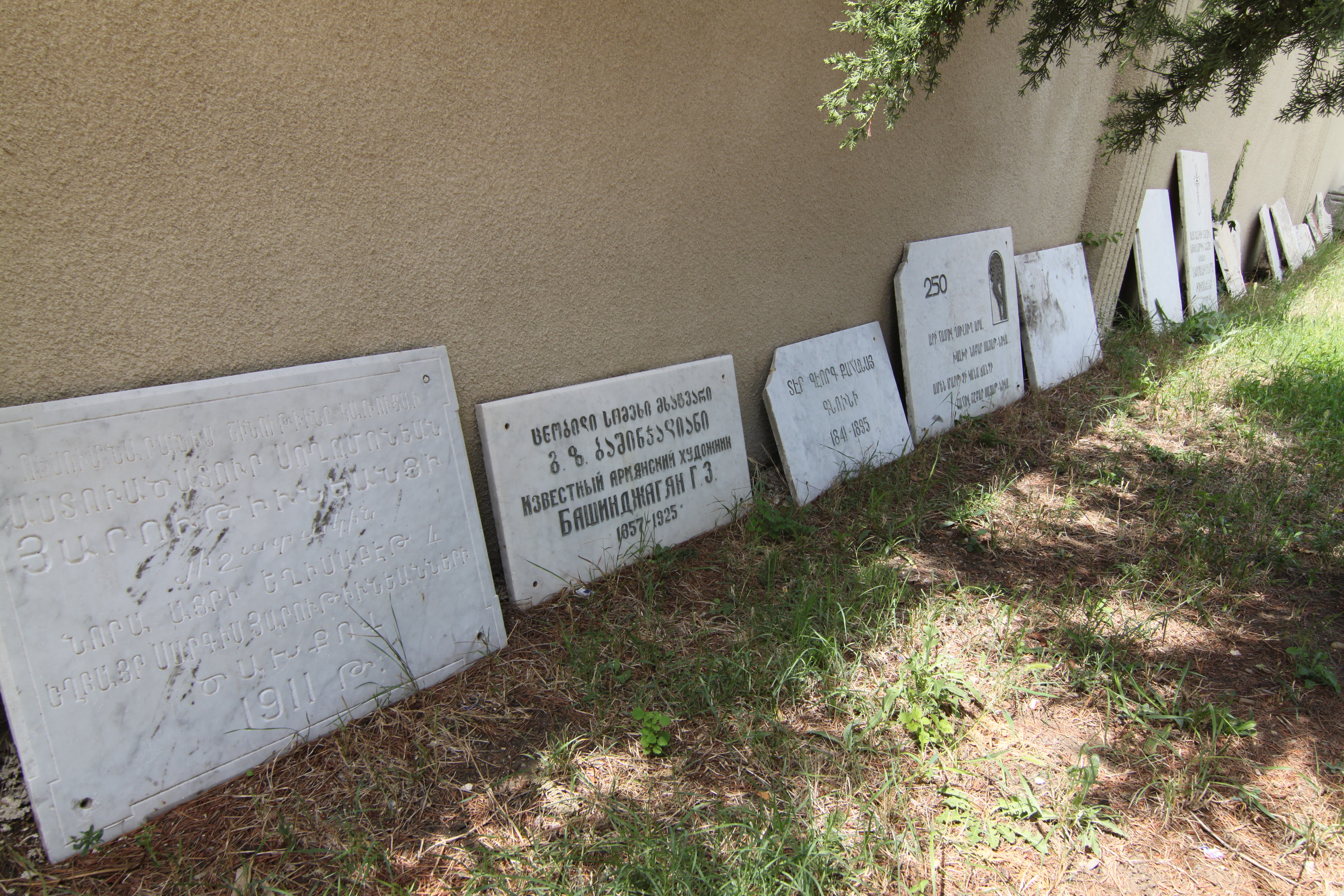
Доска с захоронения Г. З. Башинджагяна в Пантеоне Ходживанка.

Художественное образование получил сначала в Тифлисе в Рисовальной школе при Кавказском художественном обществе (1876—1878), а затем в Академии художеств в Петербурге, где в 1879—1883 годах учился у Михаила Константиновича Клодта. Окончил Академию с серебряной медалью (присуждена за картину «Берёзовая роща»), что дало ему право на получение стипендии для путешествия по Европе.
В 1883 году путешествовал в Армению, в 1884 — в Италию и Швейцарию. Затем до конца жизни жил в Тифлисе, выезжая оттуда в различные области Закавказья. Организовал выставки в Петербурге, Москве, Париже (где жил в 1899—1901 годах).
Умер в Тифлисе в 1925 году, похоронен у церкви Сурб Геворг. В дальнейшем, в СССР и независимой Армении были выпущены почтовые марки, посвящённые Башинджагяну.

## Творчество
Написал более 1000 картин. Работам раннего периода характерна тончайшее воспроизведение природы, применение некоторых элементов академической живописи («Арарат» (1883), «Дом Х. Абовяна в Канакере» (1884), «Берёзовая роща» (1888), «Оттепель на Кавказе» (1890).
1890-е годы — время расцвета творчества художника. Картины «Озеро Севан в лунную ночь» (1894), «Арарат» (1895), «Казбек» (1895), «Дорога в Дилижан» (1895), «Севан» (1896), «Река Раздан с Еревана» (1897), «Дождливый день в Севане» (1896) и другие отличаются большим воодушевлением, эмоциональным восприятием природы, мастерством светотени и цвета. Мастерством художественного обобщения и убедительности Башинджагян воспроизвёл ясность и прозрачность тихих вод («В Севане» (1895)), просторы синего неба и яркого солнца («Алазанская долина» (1907), «Арарат и Аракс» (1908), «В горах Зангезура» (1904)), величие возвышенных гор и глубоких ущелий («Ущелье Санаина», «Дарьяльское ущелье» 1910, «Арарат» 1912)), подчеркивая эпичность и монументальность природы.
В творчестве художника явно преобладает эпический пейзаж. На Башинджагяна большое влияние оказало творчество Архипа Куинджи, и в этом смысле он представляет линию эпического пейзажа, идущую в русском искусстве от Айвазовского. Хотя он большую часть жизни прожил в Тифлисе, большинство сюжетов его картин связано с Арменией. Армянские художники, в частности, Мартирос Сарьян, считали Башинджагяна своим предшественником, и он рассматривается как основоположник реалистического пейзажа в армянской живописи.
Башинджагян придерживался также тех же взглядов на технику, что и Куинджи. Он писал этюды на открытом воздухе, а затем в мастерской работал над картинами.
В ранний период творчества, примерно до 1890 года, художник уделял особое внимание первому плану пейзажа, тщательно прорабатывая все детали. Впоследствии он либо вовсе пренебрегает передним планом, либо пишет весь пейзаж с одинаковой тщательностью. Все его пейзажи отличаются простотой композиции и обязательно включают небо. Следуя Куинджи, он писал много ночных пейзажей.
Помимо живописи, Геворк Башинджагян увлекался литературой. В частности, в течение тридцати лет он собирал песни Саят-Новы.

## Звания
- Почётный член Союза работников искусств Грузинской ССР (1925).

## Галерея

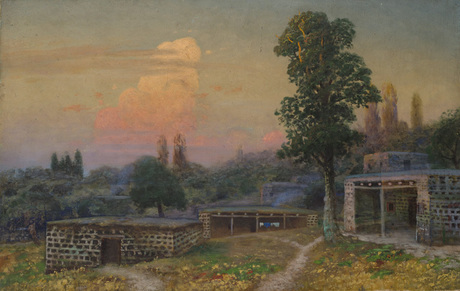
Армянское селение на рассвете
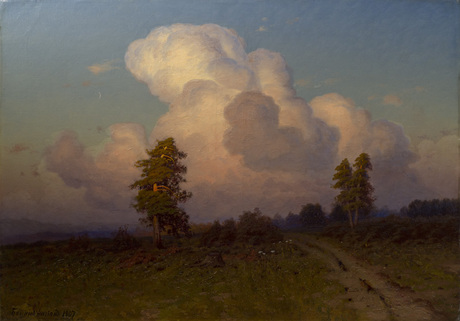
Пейзаж с соснами, 1907
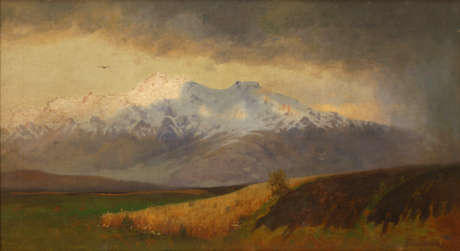
Арагац, 1917
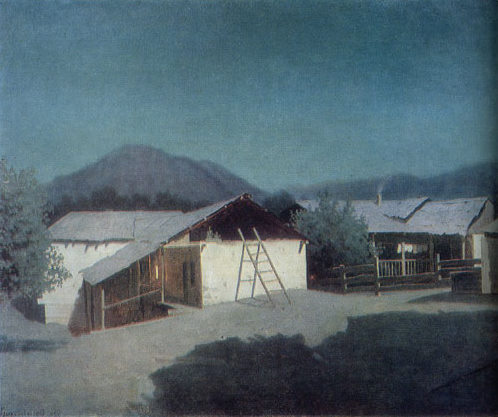
Сельский вид, 1898
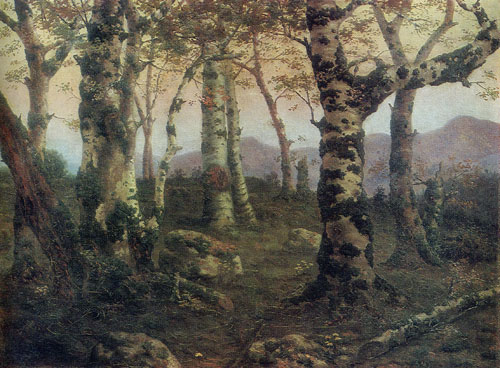
Пейзаж, 1890
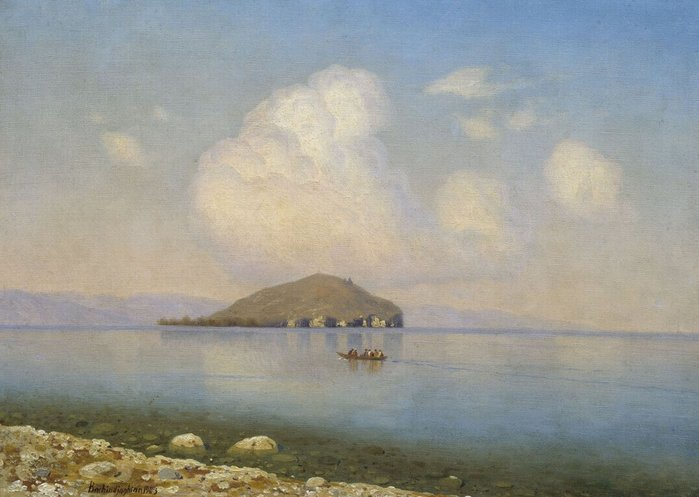
Севан, 1903
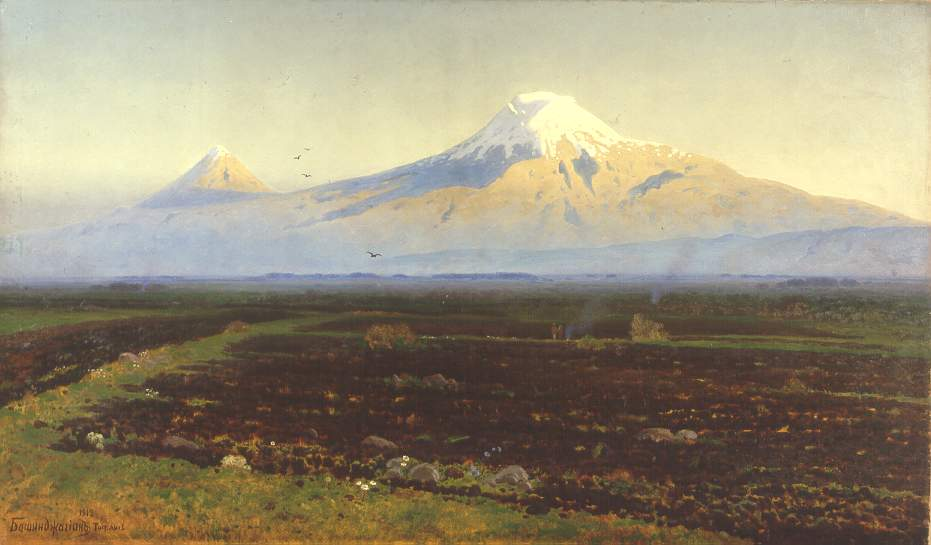
Арарат, 1912
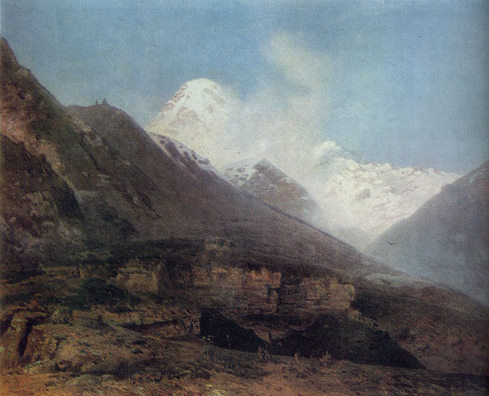
Казбек, 1895
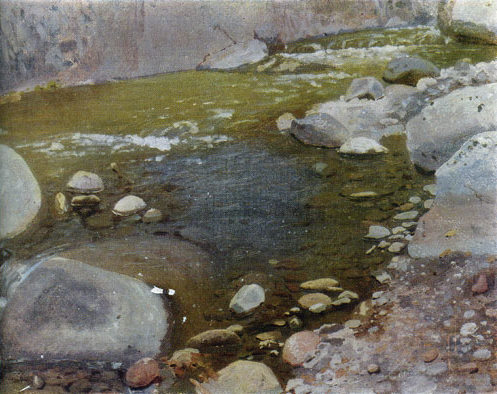
Камни на реке Алгетке
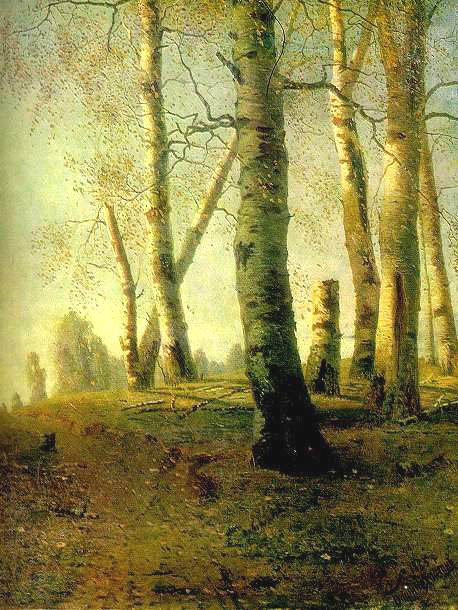
Берёзовая роща, 1883
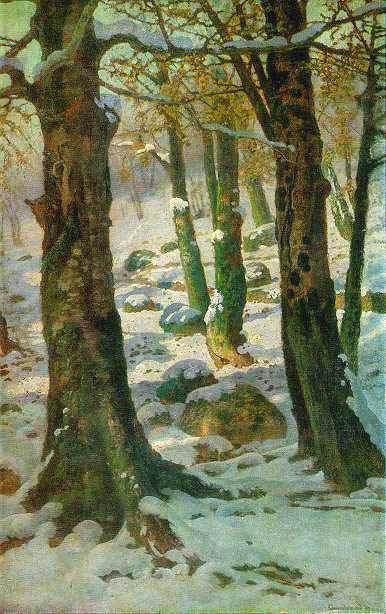
Заснеженный лес, 1917
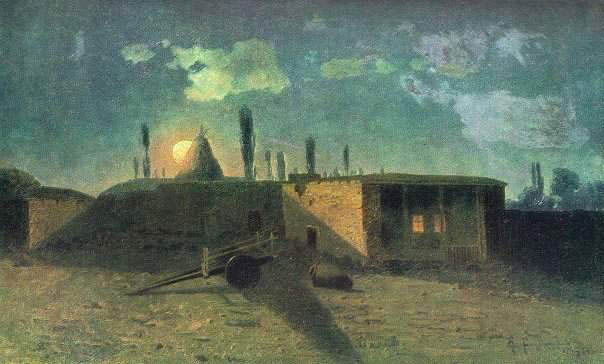
Дом Хачатура Абовяна в Канакере

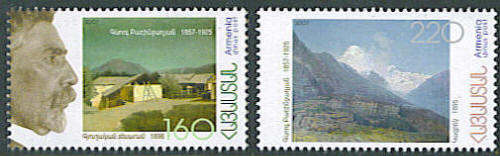
Почтовая марка Армении